# 許容因子
許容因子（英: tolerance factor）は、結晶構造の安定性とゆがみの指標である。許容係数、寛容性因子、寛容係数、トレランスファクターとも呼ばれる。
もともとはペロブスカイト構造(ABO3)を説明するものであるが、現在はイルメナイト型構造にも用いられる。 あるいは、あるイオンに対して結晶構造の適合性を計算することができる。
ペロブスカイトの許容因子は、1926年にヴィクトール・ゴルトシュミットが述べた。 

## 定義式
許容因子 {\displaystyle t} は、 イオン半径の比から計算される無次元数である。 
| {\displaystyle t={r_{A}+r_{O} \over {\sqrt {2}}(r_{B}+r_{O})}} |                             |                                  |
| rAはAサイトの陽イオンの半径                                    | rBはBサイトの陽イオンの半径 | rOは陰イオン（通常は酸素）の半径 |

理想的な立方晶ペロブスカイト構造では、単位格子の格子定数 a は、次の式で求められる。 
| {\displaystyle a={\sqrt {2}}(r_{A}+r_{O})=2(r_{B}+r_{O})} |                             |                                  |
| rAはAサイトの陽イオンの半径                               | rBはBサイトの陽イオンの半径 | rOは陰イオン（通常は酸素）の半径 |

## ペロブスカイト構造
ペロブスカイト構造は、許容因子の値によって次のような構造を取ることが経験的に知られている。 
| 許容因子（t） | 構造                     | 説明                                                       | 例                                    | 結晶格子の例 |
| ------------- | ------------------------ | ---------------------------------------------------------- | ------------------------------------- | ------------ |
| > 1           | 六方晶または正方晶       | Aサイトのイオンが大きい。または、Bサイトのイオンが小さい。 | - BaNiO3 - BaTiO3（t = 1.0617）       | -            |
| 0.9-1         | 立方晶                   | Aサイト、Bサイトのイオンは理想的な大きさである。           | - SrTiO3                              |              |
| 0.71-0.9      | 直方晶または菱面体晶     | Aサイトのイオンが小さく、Bサイトの隙間に収まらない。       | - GdFeO3（直方晶） - CaTiO3（直方晶） |              |
| <0.71         | ペロブスカイト以外の構造 | Aサイト、Bサイトのイオン半径が近い。                       | - イルメナイト型構造(FeTiO3, 三方晶)  | -            |